# 441 v.Chr.
Het jaar 441 v.Chr. is een jaartal volgens de christelijke jaartelling.

## Gebeurtenissen

### Griekenland
- Samos tracht zich los te maken van de Delisch-Attische Zeebond, dit leidt tot de Samische Oorlog tegen Athene.